# U.S. Highway 31
Der U.S. Highway 31 (kurz US 31) ist ein United States Highway in den Vereinigten Staaten. Er verläuft in Nord-Süd-Richtung durch die Bundesstaaten Michigan, Indiana, Kentucky, Tennessee und Alabama auf einer Strecke von etwa 2060 Kilometern. Die Endpunkte liegen im Norden in Mackinaw City in Michigan und im Süden in Spanish Fort in Alabama.

## Verlauf

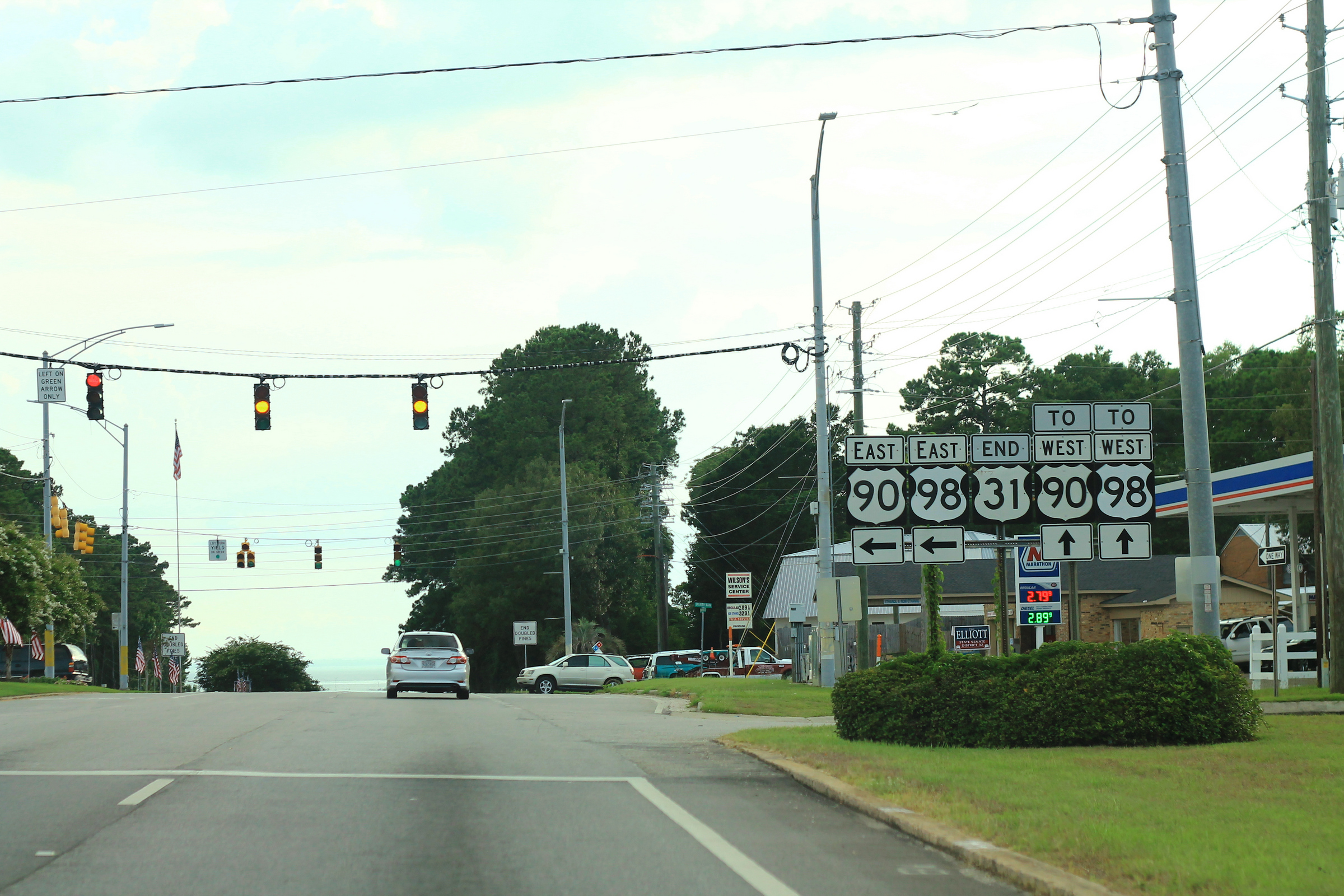
Südende in Spanish Fort, Alabama

### Alabama
Das südliche Ende des Highways befindet sich innerhalb von Spanish Fort unweit der Interstate 10 an der Mobile Bay. Von dort führt die Straße nach Nordosten knapp an der Grenze zu Florida vorbei und in etwa parallel zur Interstate 65 bis zur Hauptstadt von Alabama, Montgomery. Südlich von Montgomery schwenkt der US 31 nach Nordwesten und überquert den Alabama River in Richtung Birmingham, wo das Gelände zunehmend hügeliger wird. In Birmingham durchläuft der Highway das Stadtzentrum und führt weiter parallel zur Interstate 65 nach Norden. Im Norden Alabamas überquert er schließlich bei Decatur den Tennessee River und trifft bei Athens auf die Interstate 65, mit der der Highway zusammen bis zur Staatsgrenze nach Tennessee auf einer Trasse verläuft.

### Tennessee
In Tennessee trennt sich der Highway wieder von der Interstate, führt aber dennoch weiter in etwa parallel zu dieser nach Norden und durch die Großstadt Nashville hindurch, wo die Interstate 40 und der Cumberland River gekreuzt werden. Bei Nashville teilt sich die Straße auf in den U.S. Highway 31W und den U.S. Highway 31E. Der US 31W nimmt einen westlichen Kurs weiter entlang der Interstate 65, während der US 31E einen Bogen nach Osten macht.

### Kentucky

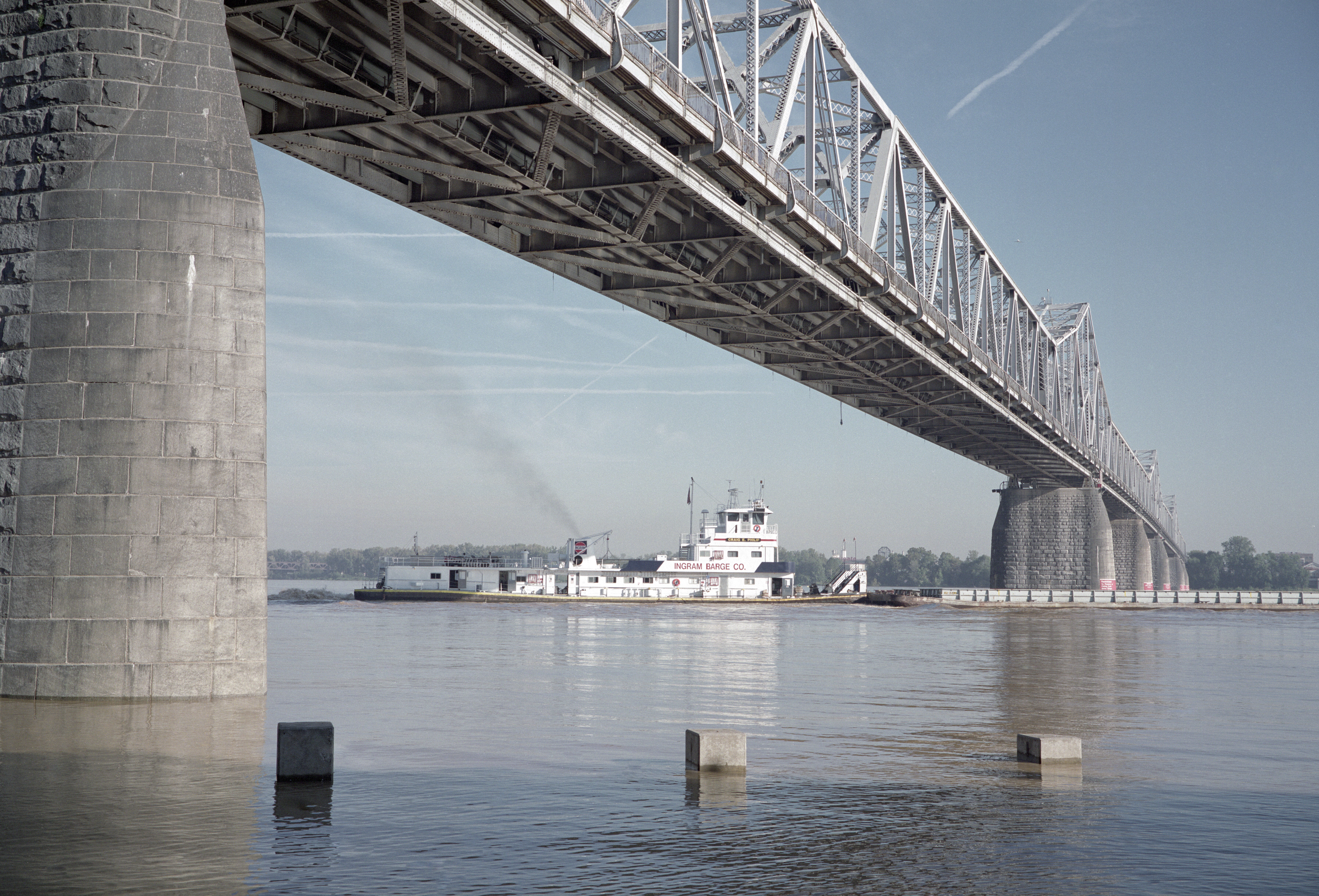
Brücke über den Ohio River zwischen Kentucky und Indiana

In Kentucky verläuft der US 31W entlang der Interstate 65 durch die Stadt Bowling Green bis nach Louisville und der US 31E verläuft östlich über Glasgow nach Louisville. In Louisville treffen beide in der Nähe eines Autobahnkreuzes der Interstates 65, 64 und 71 wieder zusammen. Direkt anschließend führt der wieder vereinte Highway über die George Rogers Clark Memorial Bridge über den Ohio River nach Indiana.

### Indiana
In Indiana läuft der U.S. Highway 31 nach Norden durch ländlich geprägte Gebiete in Richtung Indianapolis. Südlich von Indianapolis trifft er auf die Interstate 465 und führt zusammen mit dieser auf einem Ring um die Stadt herum, wobei auch die Interstate 70 gekreuzt wird. Im Norden von Indianapolis trennt sich der Highway wieder von der Interstate und richtet sich direkt nach Norden aus. Ab dort trennt er sich auch endgültig von der Interstate 65, die in den Großraum Chicago führt. Der U.S. Highway läuft dagegen nach Norden, wo bei South Bend die Interstate 90 und die Grenze zu Michigan gekreuzt werden.

### Michigan

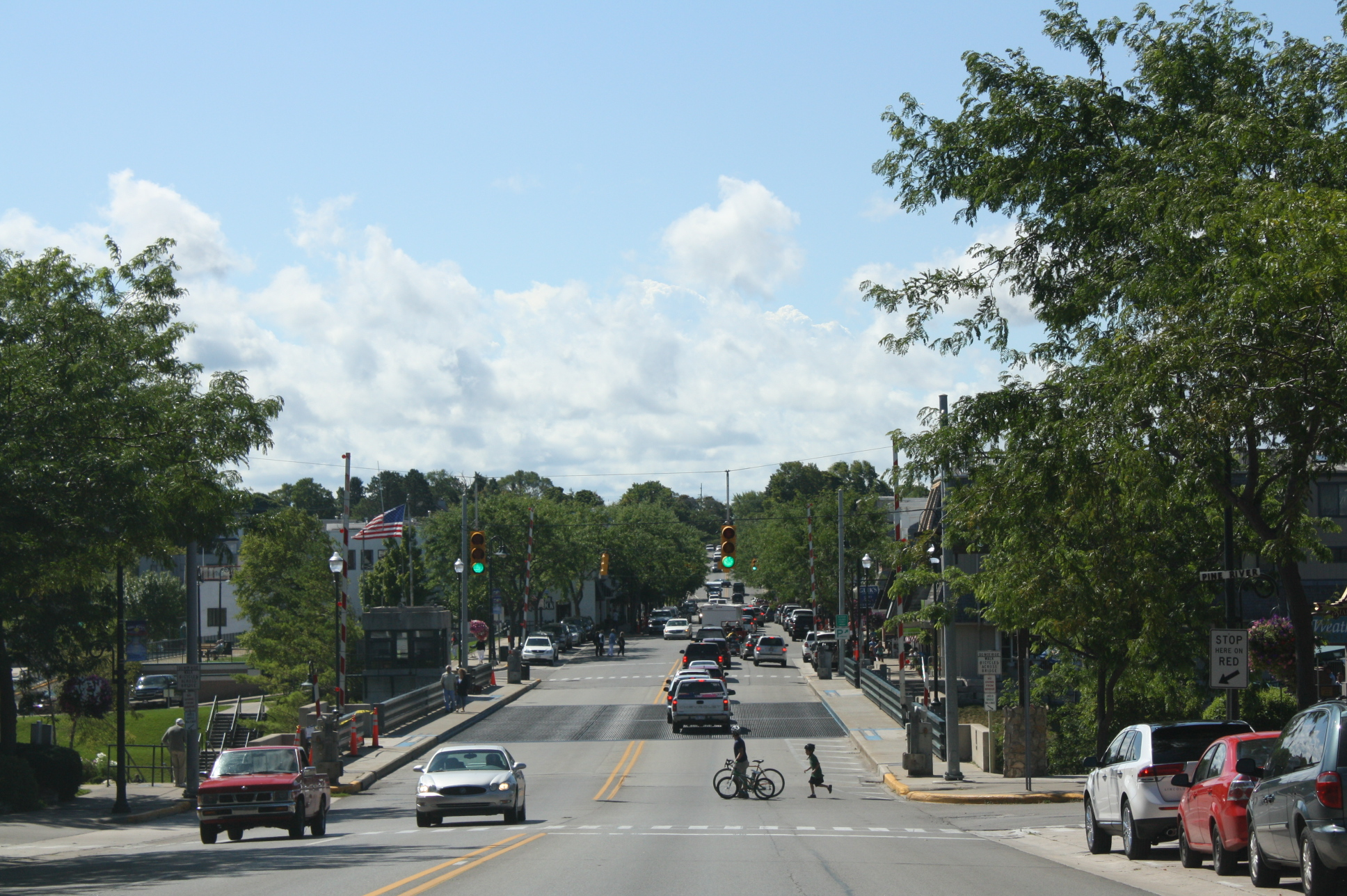
US 31 in Charlevoix, Michigan

In Michigan trifft der Highway zunächst auf die Interstate 94 und kurz darauf auf die Interstate 196, mit der er zusammen an der Küste des Lake Michigan nach Norden läuft. Bei Holland trennen sich beide Straßen wieder und der Highway 31 führt eigenständig entlang der Küste nach Norden, am Huron-Manistee National Forest vorbei und anschließend nach Nordosten. Dort trifft er ganz im Norden der unteren Halbinsel Michigans bei Mackinaw City auf die Interstate 75, wo er nach etwa 2060 Kilometern endet.

## Zubringer und Umgehungen
- U.S. Highway 131, führt über 434 km von Indiana nach Michigan
- U.S. Highway 231, führt über 1468 km von Florida nach Indiana
- U.S. Highway 331, führt über 241 km von Florida nach Alabama
- U.S. Highway 431, führt über 895 km von Alabama nach Kentucky